# KN 1–4
Die Tenderlokomotiven KN 1–4 mit der Achsfolge C1’ wurden von Borsig für die Kleinbahn AG Cassel-Naumburg (KN) beschafft und waren die ersten Lokomotiven der Gesellschaft. Sie wurden später durch stärkere Lokomotiven ersetzt. Nach Einsätzen bei anderen Privatbahnen kamen die letzten beiden Exemplare nach dem Zweiten Weltkrieg zur damaligen Deutschen Reichsbahn und waren hier als DR-Baureihe 90.64 eingesetzt. Die Lokomotiven wurden Mitte der 1960er Jahre ausgemustert und verschrottet.

## Geschichte

### Kleinbahn AG Cassel-Naumburg
Als Erstausrüstung von Lokomotiven legte die Kleinbahn AG Cassel-Naumburg Wert auf hinlänglich erprobte Maschinen, und so bestellte sie bei Borsig drei Maschinen, die in Anlehnung an die Preußische T 9.1 entstanden. Die Lokomotiven wurden 1903 geliefert und erhielten die Betriebsnummern 1 bis 3 mit dem Zusatz Klb.C.-N. Die Lokomotiven hatten eine Höchstgeschwindigkeit von 50 km/h, was für die damals für 40 km/h zugelassene Strecke der KN ausreichte.
Die KN 3 erwies sich im Betrieb als sehr störanfällig, sodass 1908 eine weitere Maschine gleicher Bauart in Dienst gestellt wurde. Die Lokomotiven genügten in der Anfangszeit den Anforderungen der Kleinbahn AG Cassel-Naumburg, bei größeren Lasten wurden die Züge mit Vorspann gefahren. Als ab 1925 die Zuglasten stiegen, mussten die Lokomotiven den stärkeren ELNA-Nachbauten weichen.

### Eberswalde-Finowfurter Eisenbahn
Die Maschinen kamen, teilweise über Zwischenstationen, alle zur Eberswalde-Finowfurter Eisenbahn (EFE). 1925 waren dies die KN 2 und KN 4, die dort als EFE 1II und EFE 2II bezeichnet wurden. Die Lok EFE 1 war die Stammlok in Eberswalde und blieb bis über den Zweiten Weltkrieg, die Lok EFE 2 wurde einige Male vermietet und kehrte während des Krieges zurück.
Die KN 1 kam 1927 an die Kleinbahn Bremen–Thedinghausen (BTh) und von dort 1944 zur EFE. Dort wurde die Lok wegen anhaltender Kesselproblemen bereits 1936 ausgemustert.
Die KN 3 kam 1926 als Lok 4 zur Freien Grunder Eisenbahn, von wo sie noch einige Male an die Kleinbahn AG Cassel-Naumburg vermietet wurde. Am 1. April 1943  kam die Lok als EFE 3 ebenso zur Eberswalde-Finowfurter Eisenbahn, wo sie 1949 ausgemustert wurde.

## Nachkriegsbeheimatungen

### Deutsche Reichsbahn 90.64
Im Dezember 1949 wurde die Eberswalde-Finowfurter Eisenbahn verstaatlicht, sodass die EFE 1 und EFE 2 zur Deutschen Reichsbahn kamen und hier als 90 6401 und 90 6402 bezeichnet wurden. Von der 90 6401 ist bekannt, dass sie bei der Reichsbahndirektion Greifswald eingesetzt war, der Einsatzort der 90 6402 ist nicht bekannt. Beide Lokomotiven wurden 1953 bzw. 1955 bei der Deutschen Reichsbahn ausgemustert, jedoch weiter verwendet.
Die 90 6401 kam 1953 als Werklok 3 zum Edelstahlwerk Freital, die 90 6402  kam als Werklok 6 zur Großkokerei Matyas Rakosi in Lauchhammer-West. Die Ausmusterungsdaten der Lokomotiven sind nicht bekannt, die 90 6401 hatte 1961, die 90 6402 1964 die letzte Untersuchung.

## Konstruktion
Im Wesentlichen waren die Lokomotiven mit der Reihe T 9.1 identisch und zeigten in den äußeren Abmessungen keine Abweichungen. Lediglich in der Dienstmasse waren sie etwas schwerer als die Staatsbahnlokomotiven, sie besaßen geringfügig mehr Verdampfungsheizfläche. Die Lokomotiven waren mit Dampfheizung, Dampfläutewerk und Dreilicht-Spitzensignal ausgerüstet. Die hintere Laufachse war mit der angrenzenden Treibachse zu einem Krauss-Helmholtz-Lenkgestell zusammengefasst.